# James Delaney
Pour les articles homonymes, voir Delaney.
Francis James « Jim » Delaney (né le 1er mars 1921 et mort le 2 avril 2012) est un athlète américain spécialiste du lancer du poids. Licencié à l'Olympic Club de San Francisco, il mesure 1,83 m pour 93 kg.

## Biographie
Il remporte la médaille d'argent du lancer du poids lors des Jeux olympiques de 1948, à Londres, s'inclinant avec un jet à 16,68 m face à son compatriote Wilbur Thompson.

### Palmarès
| Date | Compétition           | Lieu    | Résultat | Performance |
| ---- | --------------------- | ------- | -------- | ----------- |
| 1948 | Jeux olympiques d'été | Londres | 2e       | 16,68 m     |

### Records
| Épreuve         | Performance | Lieu | Date |
| --------------- | ----------- | ---- | ---- |
| Lancer du poids | 16,81 m     |      | 1948 |